# Norma Villarreal de Zambrano
Norma Villarreal de Zambrano (Monterrey, Nuevo León; 2 de julio de 1922 – San Pedro Garza García, Nuevo León; 27 de diciembre de 2016), también conocida como Norma Villarreal Bell, fue una política mexicana y una de las primeras mujeres en ser alcaldesa en México. Es principalmente recordada por ocupar la alcaldía del municipio de San Pedro Garza García, Nuevo León, de 1967 a 1969 con el Partido Acción Nacional.

## Biografía
Fue estudiante en el Colegio del Sagrado Corazón y cursó la preparatoria en Estados Unidos. Participó activamente como ciudadana: fue directora del consultorio médico gratuito de su ciudad, así como la presidenta del Comité de Damas Voluntarias de la Cruz Roja.
Se unió al Partido Acción Nacional en el año de 1962 por invitación de Humberto Junco Voigt, a quien acompañó como regidora durante su administración de 1964 a 1967 en San Pedro. Posteriormente, en 1967, aceptó el cargo de alcaldesa en el mismo municipio, siendo la primera mujer de oposición en ocupar una alcaldía en Nuevo León. Durante sus tres años de mandato (1967 – 1969) se centró en mejorar las condiciones del sistema de agua, de luz y de gas. Asimismo, repavimentó calles, construyó parques y tenía campañas de educación y salud.
Una vez terminada su gestión, no volvió a ocupar un puesto político. En 1988 apoyó en su campaña a Mauricio Fernández Garza, tres veces alcalde de San Pedro y con quien su hija, Norma Zambrano, estuvo casada.
En 2008, el Partido Acción Nacional creó el premio Norma Villarreal de Zambrano para reconocer las administraciones municipales. En 2013, en el marco del 74 aniversario del PAN, se le rindió homenaje. Forma parte del libro Defensoras de Liliana Melo de Sada, en donde es recordada por ser la primera alcaldesa votada del PAN, junto con otras mujeres mexicanas.
El 27 de diciembre de 2016 falleció en un hospital de San Pedro a sus 94 años.